# Diego Alessi

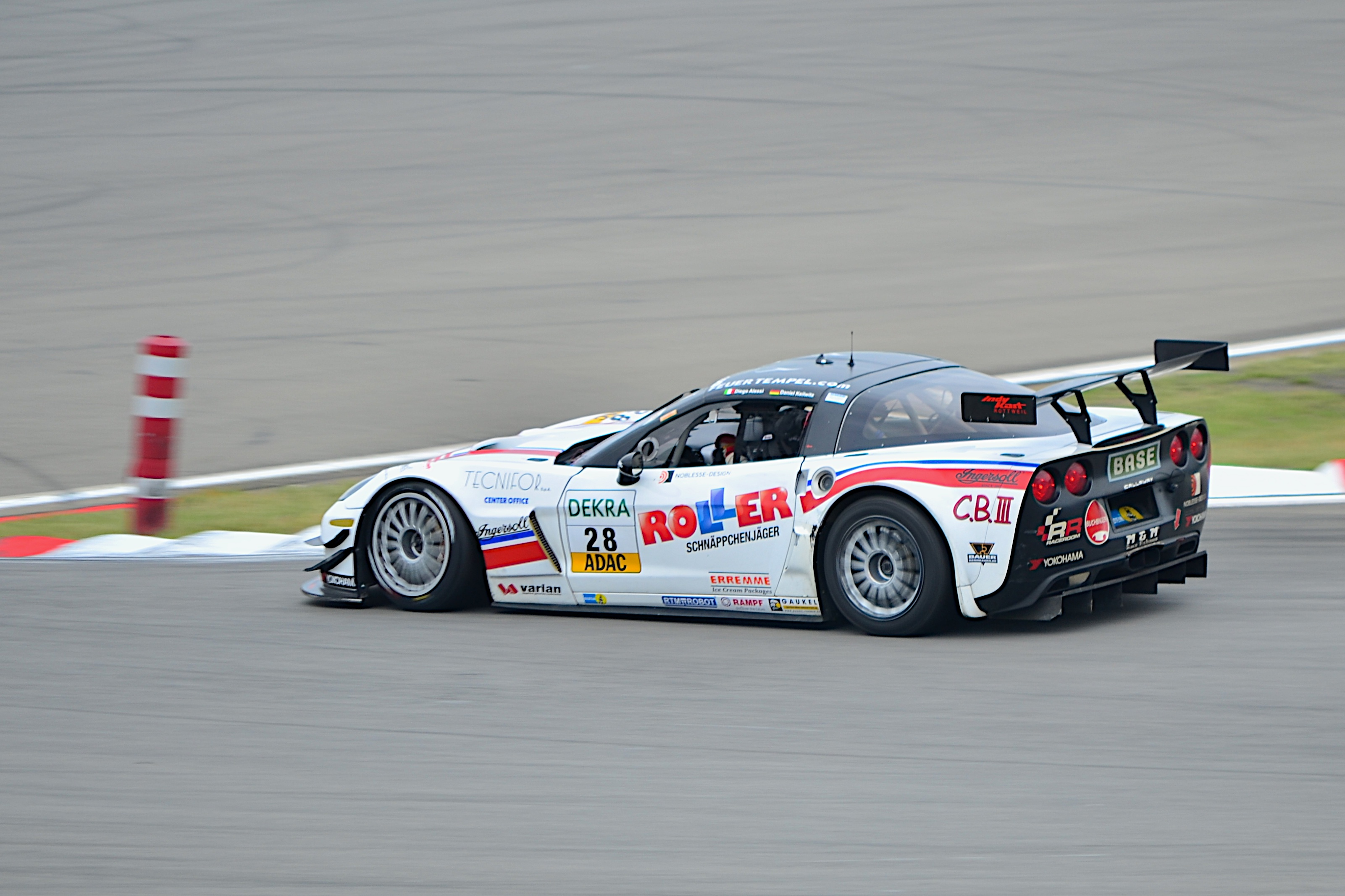
Diego Alessi beim ADAC GT Masters, Nürburgring 2013

Diego Alessi (* 3. November 1971 in Rom, Italien) ist ein italienischer Automobilrennfahrer. Er ist der bis dato einzige italienische Pilot der einen Meistertitel im ADAC GT Masters erringen konnte. 

## Karriere
Alessis Karriere begann 1994 in der Formel Ford. Alessi startete von 1996 bis 1999 sowie von 2001 bis 2002 in der Italienischen Tourenwagen-Meisterschaft. Er beendete die Saison 1999 auf Position drei in der Gesamtwertung. Von 2003 bis 2005 trat er in der Maserati Trofeo an. In der FIA-GT3-Europameisterschaft pilotierte Alessi von 2006 bis 2010 einen Aston Martin DBRS9 (BMS Scuderia Italia), eine Corvette Z06 GT3 (Marc Sourd Racing) sowie einen Ferrari 430 Scuderia (Chad Racing).  
In der Saison 2011 fuhr Alessi seine erste Saison im ADAC GT Masters. An der Seite von Daniel Keilwitz bewegte er eine Corvette Z06.R GT3 von Callaway Competition. Zu seinen Teamkollegen gehörten neben Toni Seiler und Philipp Eng auch Heinz-Harald Frentzen und Sven Hannawald, die sich beide eine Corvette teilten. 2012 gelang dem Duo Alessi/Keilwitz die Vizemeisterschaft in der deutschen GT3-Serie. 2013 gewann Alessi, der erneut zusammen mit Keilwitz antrat, die Fahrerwertung. Dies war der einzige Titel, den er in seiner Rennkarriere erringen konnte. 
Alessi startete noch 2 weitere Saisons im GT-Masters, wobei er 2014 und 2015 mit Patrick Assenheimer einen neuen Teamkollegen im Callaway-Team bekam. Sein letztes Rennengagement datiert aus 2016, als er bei den 24h von Spa auf einem Lamborghini Huracan GT3 des Grasser Racing Teams startete. Danach beendete er seine Rennsport-Karriere.

## Statistik

### Einzelergebnisse in der FIA-Langstrecken-Weltmeisterschaft
| Saison | Team     | Rennwagen       | 1   | 2   | 3   | 4   | 5   | 6   | 7   |
| ------ | -------- | --------------- | --- | --- | --- | --- | --- | --- | --- |
| 2023   | AF Corse | Ferrari 488 GTE | SEB | POR | SPA | LEM | MON | FUJ | BAH |
| 2023   | AF Corse | Ferrari 488 GTE | 25  |     |     |     |     |     |     |